# Гульд, Элизабет
Элизабет Гульд (18 июля 1804, Рамсгит, Англия — 15 августа 1841, Большой Лондон, Англия) — английская художница-иллюстратор и жена зоолога Джона Гульда. Для его орнитологических книг она изготовила множество литографий. Несмотря на это, значение её работ для научной деятельности Джона Гульда было предано забвению.

## Биография
Элизабет Гульд родилась в семье военного. Она работала воспитательницей у одной семьи в Лондоне и преподавала латынь, французский язык и музыку. В возрасте 24 лет она вышла замуж за Джона Гульда. У них было семеро детей: три дочери (Элиза, Луиза и Сара) и четыре сына (Джон, умерший в детстве, Джон Генри, Франклин и Чарльз).
Её супруг поощрял их, осваивать новые способы печатания литографии. Для первого произведения «A Century of Birds from the Himalaya Mountains» своего мужа она делала рисунки птиц по эскизам на больших известняковых досках. По этим ранним работам ещё очень заметна неопытность Элизабет Гульд. Чтобы улучшить свою технику литографии, она брала уроки у Эдварда Лира.
Начиная с мая 1838 года она вместе с британским натуралистом Джоном Джилбертом (англ. John Gilbert; 1812—1845) сопровождала своего мужа в его исследовательской поездке в Австралию и Тасманию. Она взяла с собой своего старшего семилетнего сына, оставив трёх младших детей в Англии. В сентябре 1838 года они прибыли в Тасманию, где познакомились с английским контр-адмиралом и исследователем Арктики сэром Джоном Франклином и его супругой Джейн. Вскоре после этого она родила своего шестого ребёнка в Хобарте, в Тасмании. Она назвала его Джон Франклин, в доме которого она часто бывала, пока Джон Гульд занимался полевыми исследованиями. Результаты его работы она переносила в эскизы. В августе 1840 года пара вернулась в Англию с обоими детьми. Свою работу она больше не могла закончить. Она умерла во время родов 15 августа 1841 в возрасте 37 лет после рождения своего восьмого ребёнка.

## Литографии
Элизабет Гульд изготовила более 600 литографий и рисунков птиц, млекопитающих и растений. Многие из её произведений были опубликованы в следующих публикациях её мужа:
- «A Century of Birds from the Himalaya Mountains» (1831 и 1832, 80 досок)
- «The Birds of Europe» (1832—1837, 449 досок)
- «A Monograph of the Ramphastidae, or Family of Toucans» (1834, 34 доски)
- «A Monograph of the Trogonidae» (1835—1838, 36 досок)
- «A Synopsis of the Birds of Australia» (1837—1838, 73 доски)
- «The Birds of Australia» (1837—1841, 84 доски)
- «Icones Avium» (1837—1838, 18 досок)

После смерти Элизабет Джон Гульд, который сам был скорее ученым-исследователем чем художником-иллюстратором, попросил литографа Генри К. Рихтера (англ. Henry Constantine Richter) продолжить работу своей жены. Многие литографии Элизабет Гульд были заимствованы Рихтером для книги «Птицы Австралии» (The Birds of Australia) и опубликованы под его именем.
Ошибочно многие работы Элизабет Гульд описываются сегодня как произведения её супруга. Джон Гульд поручал в своё время и другим художникам иллюстрировать свои произведения, в том числе Йозефу Вольфу.

## Почести
Джон Гульд назвал в честь жены амадину (Chloebia gouldiae), а Николас Эйлуорд Вигорс — острохвостую нектарницу (Aethopyga gouldiae).

## Галерея

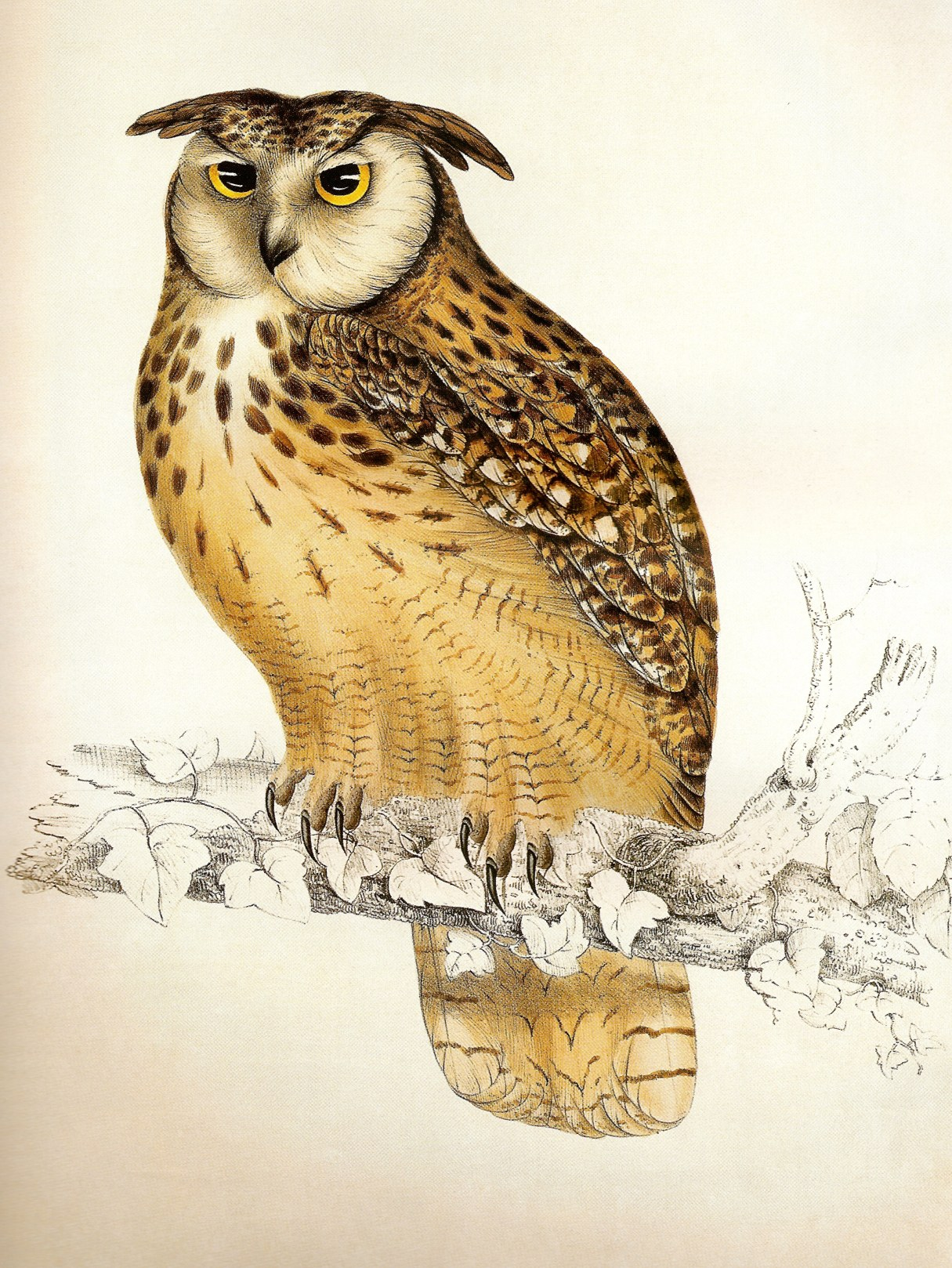
Bubo bengalensis
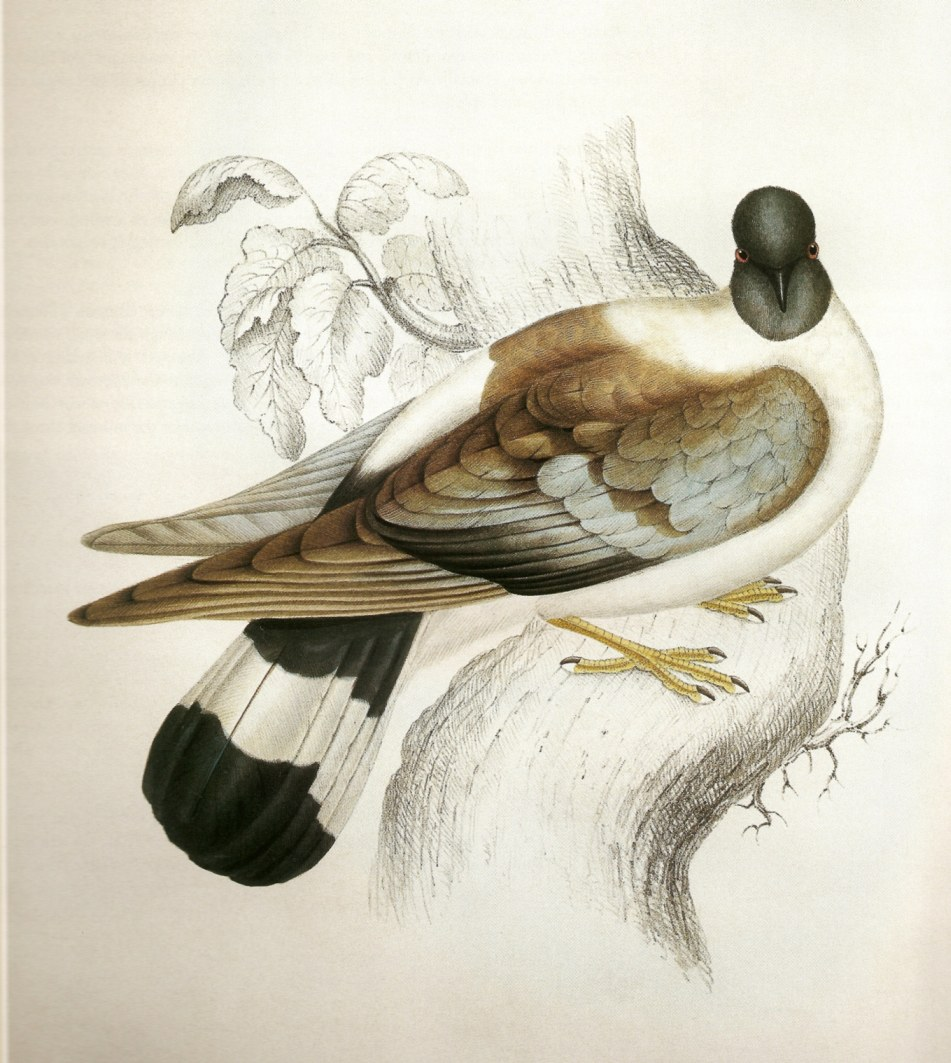
Белогрудый голубь (Columba leuconota)
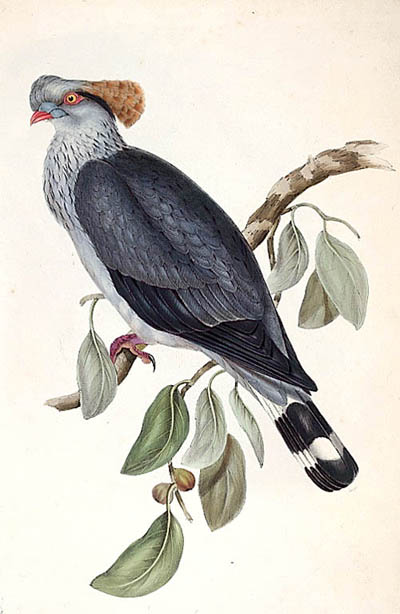
Чубатый плодоядный голубь (Lopholaimus antarcticus)
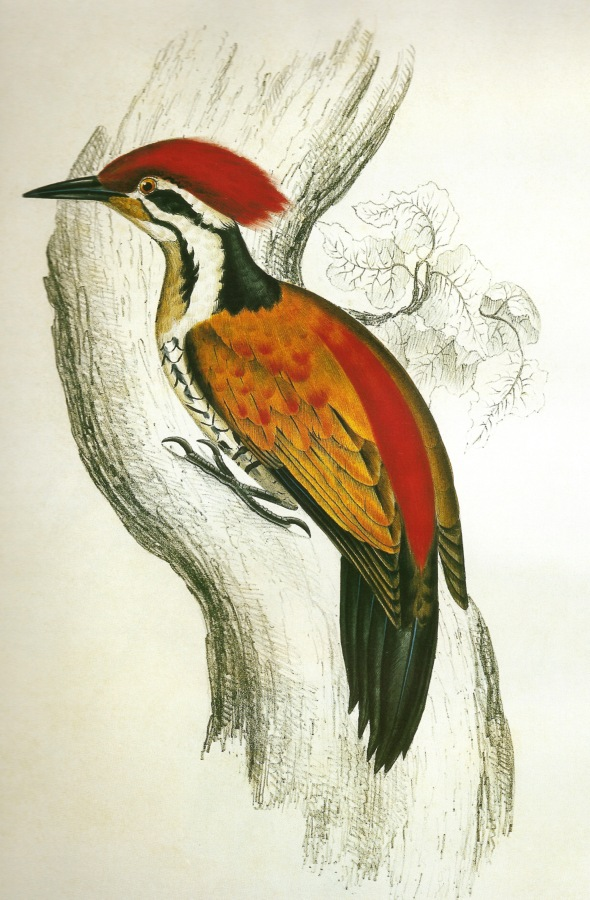
Гималайский индо-малайский дятел (Dinopium shorii)